# Phil Bardsley

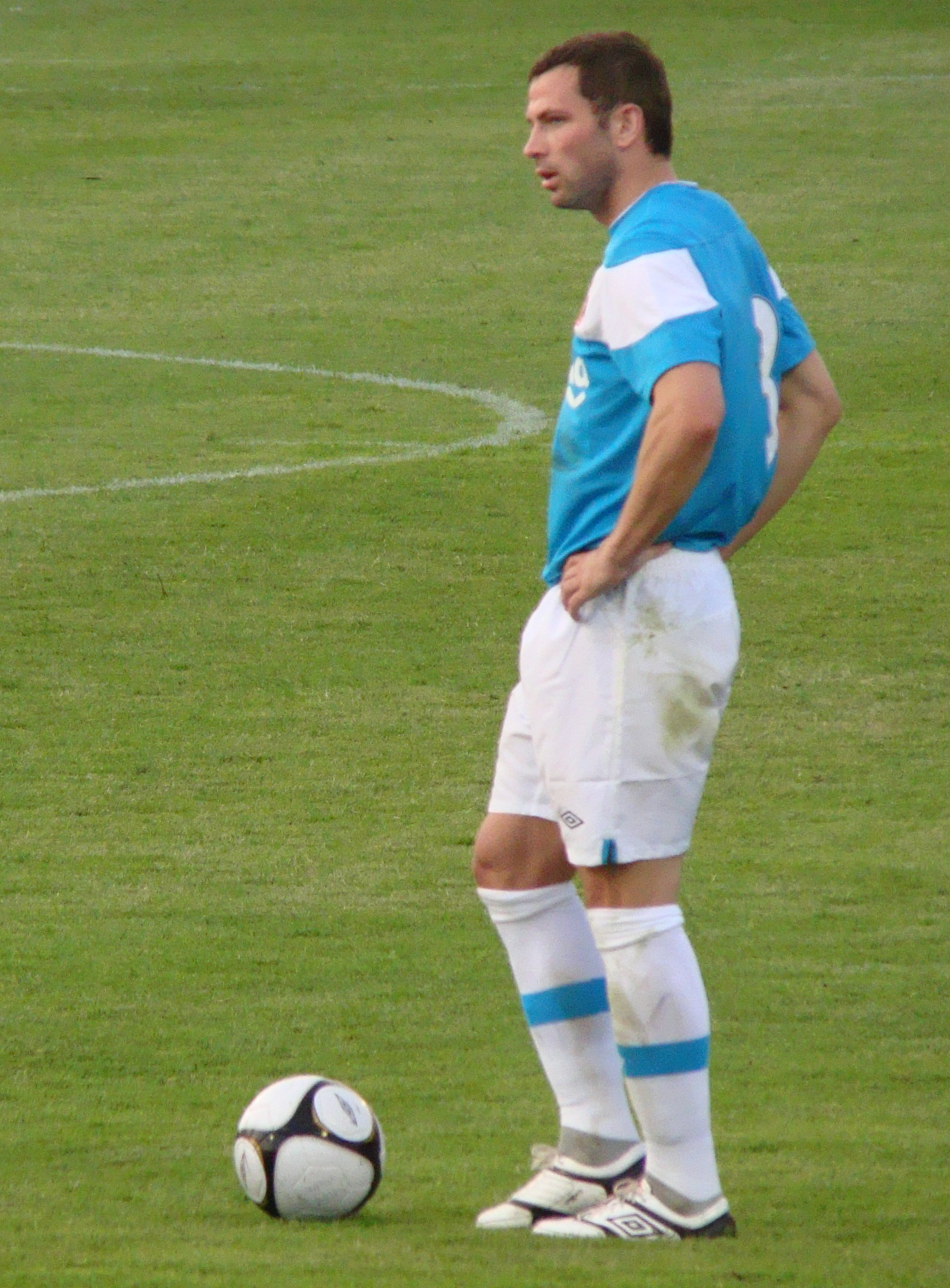
Phil Bardsley

Phillip "Phil" Anthony Bardsley (Salford, 28 de junho de 1985) é um ex-futebolista inglês.